# 中野氏 (信濃国)
中野氏（なかのし）は、日本の武家の氏族。信濃国中野郷（現在の長野県中野市）を本拠地とし、代々、志久見郷（同県栄村）と中野郷西条の地頭職を務めたが、市河氏によってその地位を奪われた。

## 人物
- 藤原助弘（資弘、助広とも）
  - 嘉祥2年（1170年）2月7日に平氏政権下で中野郷西条の下司職となったのが初見。治承4年（1180年）11月13日には木曽義仲によって本領が安堵されている。寿永2年（1183年）12月7日には阿野全成によって改めて中野郷西条の下司職に、寿永3年（1184年）3月6日には同じく全成によって志久見山の地主職に任じられている。建久3年（1192年）には源頼朝によって西条と樒（志久見）山の地頭職に任じられている。
- 中野能成（中野右馬允入道、法名は妙蓮）
  - 当該記事を参照。
- 中野四郎
  - 建仁2年(1202年)正月、幕府の御弓場始で射手を務める。同3年（1203年）9月の比企能員の変では、北条時政が比企能員を謀殺するために邸内で待ち伏せを行った際に召し出されている。能成の兄とも伝わり、能成の屋敷地や名田などを侵害していたため、同4年（1204年）2月21日には、幕府によって能成に安堵されている。建治元年（1275年）5月六条八幡新宮の造営費用が全国の御家人に求められると、中野四郎左衛門跡が3貫文を納めた[2]。
- 中野助能（太郎）
  - 建保7年（1219年）1月27日には、源実朝を暗殺した公暁の後見人である勝円阿闍梨を捕らえて、北条義時邸へ連行した。寛喜2年(1230年)2月には、承久の乱の恩賞として与えられた筑前国勝木荘が収公され、代わりに筑後国高津・包行の名田が替地となった。
- 中野助光（小太郎）
  - 能成とともに文治5年（1189年）の奥州合戦に参戦し、建久元年（1190年）11月の頼朝上洛にも従い、建久4年（1193年）の富士の巻狩りに参加した。
- 中野忠能（次郎、法名は法蓮（宝蓮））
  - 建長元年（1249年）12月15日には父・能成によって高井郡中野・志久見両郷の惣地頭職を譲り渡されている。なお、忠能には兄の太郎光成（後の太郎入道西願）がいたが、嫡子とするには相応しくない態度であったために地頭職を相続できなかった。ただし、幾らかの所領は光成や能成の娘（平出尼？）にも相続された。
- 袈裟御前（忠能の娘で釈阿とも号す）
  - 文永2年（1265年）5月25日に中野・志久見両郷の地頭職や所領を継承した。市河重房の後妻で、市河盛房の養母。文永9年（1272年）8月18日に盛房に所領を相続させたことによって、市河氏が志久見郷に所領を有することとなった。
- 小田切実道
  - 忠能の養子。娘は性阿。娘婿は関屋蓮道。奥郡（高井郡を含めた北信濃4郡）の小田切氏には、承久の乱で幕府方として参戦した小田切奥太がいる。
- 中野長能（弥五郎、法名は定蓮、仲能とも）
  - 忠能の養子。正応3年（1290年）11月17日に蓮阿から中野郷堀内・町田（内作田）、志久見郷湯山を譲られている。
- 中野正康
  - 能成の孫。建長4年（1252年）12月28日付の書状に名前が確認できる。
- 中野為泰
  - 母が後に武蔵国の広田為村の妻となり、為泰も広田氏を相続した。文永2年（1265年）閏4月18日に、後家尼（忠能の妻・蓮阿）や蓮阿の娘（忠能と蓮阿の娘・袈裟御前、釈阿とも）、中野長能（忠能の養子、仲能とも）と中野・志久見両郷の地頭職や所領を争っているが、悪質な訴えであるとして認められなかった。
- 中野泰重
  - 長能と中野郷堀内・町田（内作田）、志久見郷湯山の所有権を争ったが、訴えは認められなかった。
- 中野右仲
  - 長能の子。
- 中野家仲
  - 長能の子。志久見郷地頭職を継承している。
- 中野幸重（次郎）
  - 妻は円阿。
- 中野家平
  - 中野郷湯山庄の一分地頭・孫五郎定心の子。元弘3年（1333年）に、京都合戦に際して足利高氏方として参陣している。
- 中野家氏
  - 建武4年（1337年）に、越後国守護高師貞に属し、越後の池長久・風間信昭ら新田勢と戦った。
- 中野左馬之助
  - 征東将軍宗良親王によって正平13年（1365年）2月5日に越後国頚城郡冨田保を恩賞として与えられた。
- 中野頼兼
  - 応永6年（1399年）に、信濃国守護小笠原長秀の軍に属し、和泉国境浜（大阪府堺市）において大内義弘軍と合戦に及んだ。